# McLennan County
McLennan County är ett administrativt område i delstaten Texas, USA, med 234 906 invånare (2010). Den administrativa huvudorten (county seat) är Waco.

## Geografi
Enligt United States Census Bureau har countyt en total area på 2 745 km². 2699 km² av den arean är land och 47 km² är vatten.

### Angränsande countyn
- Hill County - norr
- Limestone County - öster
- Falls County - sydost
- Bell County - söder
- Coryell County - sydväst
- Bosque County - nordväst

### Orter
- Bruceville-Eddy (delvis i Falls County)
- Crawford
- Hewitt
- Leroy
- McGregor (delvis i Coryell County)
- Moody
- Robinson
- Waco (huvudort)